# Меньшиков, Александр Владимирович
Александр Владимирович Меньшиков (18 октября 1918, Харино, Московская область — 1 марта 1945, Польша) — гвардии лейтенант Рабоче-крестьянской Красной Армии, участник Великой Отечественной войны, Герой Советского Союза (1945).

## Биография
Александр Меньшиков родился 18 октября 1918 года в деревне Харино (ныне — Некрасовский район Ярославской области). После окончания школы фабрично-заводского ученичества работал на фабрике. В сентябре 1939 года был призван на службу в Рабоче-крестьянскую Красную Армию, участвовал в польском походе и советско-финской войне. С июня 1941 года — на фронтах Великой Отечественной войны.
К январю 1945 года гвардии лейтенант Александр Меньшиков командовал взводом моторизованного батальона автоматчиков 44-й гвардейской танковой бригады 11-го гвардейского танкового корпуса 1-й гвардейской танковой армии 1-го Белорусского фронта. Отличился во время освобождения Польши. 14 января 1945 года взвод Меньшикова переправился через реку Зволен и принял активное участие в освобождении Радома. 15 января под вражеским огнём взвод Меньшикова первым в бригаде переправился через Пилицу и принял активное участие в боях за захват и удержание плацдарма на её западном берегу, а в ходе дальнейшего наступления принял участие в освобождении города Гнезен. 2 февраля 1945 года Меньшиков во главе группы из шести бойцов перешёл по льду Одер и захватил плацдарм на его западном берегу, уничтожив более 60 немецких солдат и офицеров и взяв в плен ещё 22. Преследуя отходящего противника, взвод Меньшикова захватил местечко Рейтвин в 18 километрах к северу от Франкфурта-на-Одере и в течение двух часов отражал немецкие контратаки, продержавшись до подхода основных сил. 1 марта 1945 года Меньшиков погиб в бою под Данцигом.
Указом Президиума Верховного Совета СССР от 31 мая 1945 года за «образцовое выполнение боевого задания командования в борьбе с немецкими захватчиками и проявленные при этом мужество и героизм» гвардии лейтенант Александр Меньшиков посмертно был удостоен высокого звания Героя Советского Союза. Также был награждён орденами Ленина, Отечественной войны 2-й степени, Красной Звезды, медалью За отвагу .